# زندگی خصوصی (فیلم ۱۳۹۰)
خصوصی یا زندگی خصوصی فیلمی به کارگردانی محمدحسین فرح‌بخش، نویسندگی اصغر نعیمی و تهیه‌کنندگی عبدالله علیخانی محصول سال ۱۳۹۰ است. گشت ارشاد و زندگی خصوصی پس از ۶ روز اکران به دلیل مخالفت انصار حزب‌الله توقیف شدند. اما پس از مدتی علیرضا سجادپور مدیر نظارت و ارزشیابی وزارت ارشاد از اکران محدود این فیلم خبر داد. ولی پس از مدتی شورای نمایش از لغو کلی مجوز این فیلم خبر داد.

## خلاصه داستان
این فیلم روایت فردی به نام ابراهیم است که در ابتدا فردی تندرو بوده و پس از اخراج از مقام‌های دولتی به عنوان اپوزیسیون در روزنامه‌اش آغاز به انتشار مطالب جنجالی می‌کند و شیوه زندگی اش به‌طور کامل عوض می‌گردد.
ابراهیم کیانی از انقلابیون پرجوش و خروش اول انقلاب است که برش‌هایی از زندگی او در این سی سال را می‌بینیم: در تظاهرات ضد فیلم فارسی و ضد بدحجابی حضور فعال داشته و دیگران را نیز به شدت عمل هرچه بیشتر توصیه می‌کند، پست‌های مهمی در زندان و قوه قضاییه داشته و پایش به یک ماجرای بزرگ مالی کشیده شده‌است… او اینک روزنامه‌نگاری با سبک و شیوه متفاوت با دوران جوانی است و حالا خواستار تقدم اخلاق بر احکام است. سر و وضع ظاهری او نیز تفاوت بسیار کرده و همسرش نیز متناسب با وضع فعلی اوست. از سن بچه‌شان مشخص است که عمر ازدواج‌شان به ده سال نمی‌رسد و رابطه صمیمانه‌ای دارند. او در یک مهمانی شام با همسرش شرکت می‌کند که میزبانش آقای رسولی فردی متجدد و کراواتی است و او را به دیدار حاج صفاریان می‌برد تا آشتی شان دهد اما قضیه برعکس می‌شود. صفاریان، کیانی را به انحراف متهم می‌کند و کیانی نیز آنان را می‌کوبد و مثال می‌زند که همکار شما روزنامه را پل صعود خود کرده تا به وزارت برسد. در همان مهمانی زن جوانی به نام پریسا زندی با او آشنا می‌شود و بعد برای دادن مطلب و داستان به دفتر روزنامه می‌رود. داستان‌ها قابل چاپ نیست اما آشنایی آن‌ها ادامه می‌یابد. در روزی که همسر کیانی و بچه اش برای دیدار پدر و مادر به مسافرت می‌روند، کیانی به منزل پریسا می‌رود و او را صیغه می‌کند و سه روز پیش او می‌ماند. اما بعد در حالی که پریسا همچنان خواهان ادامه رابطه است او به دلیل گرفتاری کار و خانواده، مخالفت می‌کند و تماس‌های بعدی پریسا را یا بی‌جواب می‌گذارد یا با تندی برخورد می‌کند. اما پریسا دست بردار نیست و حتی با همسر کیانی نیز دوست می‌شود تا کیانی بداند که از دست او نمی‌تواند فرار کند. پریسا به کیانی می‌گوید که حامله است و او باید مسئولیت بچه را بپذیرد و تهدیدش می‌کند. کیانی ابتدا سعی می‌کند با استفاده از دوستان قدیمی و پرنفوذش، پریسا را بترساند اما موفق نمی‌شود و تصمیم می‌گیرد خود وارد عمل شود. او با تظاهر به پشیمانی از تندی اش، پریسا را سوار ماشین می‌کند و او را می‌کشد.

## تحقق در واقعیت
پس از قتل میترا استاد، اصغر نعیمی عنوان کرد: داستان فیلم زندگی خصوصی، پس از ۸ سال، دیروز به شکلی واقعی به اکران درآمده است.

## جشنواره‌ها
- حضور در سی‌امین دوره جشنواره فیلم فجر
- برنده سیمرغ بهترین بازیگر نقش اول مرد (فرهاد اصلانی)